# Dago
Dago es una historieta creada por Robin Wood (guionista) y Alberto Salinas (dibujante), publicada en Argentina entre 1981 y 1996 por Editorial Columba. Aunque dejó de publicarse en su país de origen tras la desaparición de Columba, continuó editándose con nuevas historias en Italia hasta fines de la década de 2010, siendo entonces dibujada por Carlos Gómez y Joan Mundet.

## Argumento
"Dago" es en realidad Cesar Renzi, un noble veneciano que vive en pleno Renacimiento y se ve envuelto en una trama de intrigas políticas, las cuales finalizan con la masacre de su familia. Al principio de la historia es dado por muerto y lanzado al mar con una daga en su espalda. Es en ese momento cuando es recogido por un barco turco y tomado como esclavo. Los turcos lo rebautizan como "Dago", debido al arma blanca que casi le cuesta la vida.
Con su odio a cuestas y jurando venganza, Dago aprenderá primero a ser un esclavo inteligente para planear su huida en el momento indicado. Para esto contará con la ayuda de Selim, un viejo esclavo que lo adopta como un hijo y convierte la arrogancia del noble italiano en la astucia de un zorro capaz de sacar el mejor provecho de cada situación. Es así como Dago finalmente logra escapar y luego de caer nuevas (y reiteradas) veces como prisionero, se las arregla para conseguir la simpatía del mismísimo pirata Barbarroja, salvándolo de un atentado, y finalmente consiguiendo legitimar su libertad. Barbarroja se vuelve agradecido de Dago pero desconfiado a la vez, por saber que este en sus muchas desventuras había actuado en favor de algunos de sus enemigos. Sin embargo manda al veneciano a servir a las órdenes del Sultán de Constantinopla.
Posteriormente Dago es enviado a Europa para ser intermediario entre la Sublime Puerta y el rey Francisco I de Francia, eventualmente convirtiéndose en el amante de la hermana de dicho monarca. Con el correr del tiempo Dago se convertirá en leyenda dentro del mundo islámico, primero por su astucia y sus dotes de guerrero sin igual, y luego por su sabiduría y sentido de la justicia. Todo esto, sin embargo, no le impedirá volver a Europa, llevar a cabo su ansiada venganza, convertirse en un cuidador de un prostíbulo ni tampoco el volverse un monje andaluz.

## Capítulos
| Número   | Título                                           | Sinopsis |
| -------- | ------------------------------------------------ | --- |
| 1        | DAGO                                             | Empieza la historia de Dago y finaliza la del joven veneciano Cesar Renzi |
| 2        | SELIM                                            | Dago conoce a un amigo, que le enseña a sobrevivir |
| 3        | LA MUERTE DE PIRIS BAJA                          | La venta de Dago como esclavo por un leproso |
| 4        | UN VIEJO ESCLAVO MUERTO                          | Su amigo muere pidiendo perdón para Dago al mismísimo Barbarroja |
| 5        | EL de MUNDO DEL REMO                             | Ayuda de un remero a los hombres de Cruz de Malta |
| 6        | El REMERO                                        | La belleza, el veneno y la muerte |
| 7        | EL AMO Y EL ESCLAVO                              | El sobrino del sultán aprende una lección. |
| 8        | MANUEL                                           | Dago salva de la muerte a un esclavo con sangre española |
| 9        | EN MEMORIA DE TODOS LOS TUYOS                    | Cuando la vida de los esclavos no vale nada |
| 10       | MIRAMADI                                         | Dago se enamora de la esposa más bella de Barbarroja |
| 11       | LA VOLUNTAD DEL ESCLAVO                          | Los esclavos pescan sanguijuelas |
| 12       | LOS GUSANOS                                      | Cazadores la presa más apreciada |
| 13       | DONATO                                           | Donato vuelve a ser un hombre libre |
| 14       | LOS SOBREVIVIENTES                               | La peste ataca a toda la isla |
| 15       | EL RECUERDO DE LAS TUMBAS                        | La hija de Hussein Bey se enamora |
| 16       | LA LUNA NEGRA                                    | “La Flor” es el asesino más famoso del Mediterráneo |
| 17       | LAS MANOS SANGRIENTAS                            | Dago unifica a la lucha a todos en la misma batalla |
| 18       | LA GALERA EN EL PUERTO DE ARGEL                  | Los sudaneses entregan a la hija de Hussein Bey al “Beyberley” |
|          |                                                  | |
| 19       | DESTINO UNA NOCHE DE LUNA                        | Dago “recupera” su libertad |
| 20       | UN CRISTAL DE DESOLACION                         | Orbasha tiene demasiados amigos y traidores entre su gente |
| 21       | ORBASHA Y EL CRISTIANO                           | Orbasha descubre su verdadero sentimiento por el cristiano |
| 22       | EL HOMBRE DE PIEDRA                              | Dago envía un mensaje a Orbasha a través de un prisionero |
| 23       | BIKRA                                            | La verdad de Bikra puede opacar la victoria |
| 24       | LOS OLVIDADOS DE DIOS                            | Con los tuaregs ahora son dos los enemigos de Orbasha: Barbarroja y Oul-Adouin |
| 25       | EL ALMA SALVADA                                  | Dago salva su alma a un costo enorme |
| 27       | LOS MALDITOS                                     | Los hombres rebajan su condición y quedan malditos por la eternidad |
| 28       | LA NOCHE DE ARGEL                                | La mujer destinada a la corte le regala a Dago una noche en Argel |
| 29       | LA BUENA FORTUNA                                 | Dago se gana el derecho de disfrutar de su buena suerte |
| 30       | LA YEGUA DE MADERA                               | Trágico destino de aquel que perdió a todos sus hermanos en Venecia por la pólvora |
| 31       | EL HOMBRE QUE SE FUGO                            | Borg huyó del lugar donde nadie ha huido y Dago busca el método |
| 32       | LAS PUERTAS DE LAS MALAS HORAS                   | Dago entra al palacio del beylerbey a upa |
| 33       | EL DÍA DEL FIN DE LA SUERTE                      | Kalandrakis encuentra al final un día de mala suerte en Argel |
| 34       | LA CORTA MUERTE DE KERIM BEY                     | Por una noche Kerim Bey muere y con Dago guardando su secreto |
| 35       | EL DÍA DE LA LIBERTAD                            | El esclavo alemán Hans recobra finalmente su libertad |
| 36       | GIOVANNA DELLA CONSTANZA                         | Giovanna trae recuerdos de Venecia, pero también trae el odio de Karim |
| 37       | ADIOS A AFRICA                                   | El lúgubre Dago encuentra una razón para llenar su vacío en una pareja |
| 38       | EL SUEÑO SIN MEMORIA                             | Osaman Bey posee recuerdos más tenebrosos que el mismísimo Dago |
| 39       | EL BUEN VISIR                                    | Amelia es la esposa del buen visir, que luce más hermosa que nunca |
| 40       | LA TIERRA Y LA ARAÑA                             | Dago conoce al gran Visir Ibrahim, que tiene miedo de la tierra y de la araña |
| 41       | UNA MEDIA LUNA DE MUERTE Y ORO                   | Kerim Bey llega a Constantinopla con oro para el Visir y su tesorero |
| 42       | EL GRAN CERDO                                    | Entre los jenizaros 2 sombras negras sobresalen: Dago y el Gran cerdo |
| 43       | LOS GRITOS MUDOS                                 | El gordo y Dago van a la playa a descansar |
| 44       | LOS AMIGOS QUE MUEREN                            | El gordo está enfermo y Dago debe encontrar a la mujer que cura |
| 45       | LA SILUETA DE LAS TINIEBLAS                      | Nuevamente Dago es enviado por Roxana para matar al Visir Ibrahim |
| 46       | CANCIÓN PARA UN NIÑO EN LA NIEBLA                | La toma de las decisiones producen sus efectos al atacar una aldea |
| 47       | EL VALLE OCULTO                                  | La búsqueda del valle lleno de vida para una familia con dos dioses |
| 48       | EL ELEGIDO DE ALA                                | Mohamed es el líder indiscutido de los ejércitos, pero todo puede cambiar por una mujer |
| 49       | DRACULA                                          | Dago cae prisionero del Conde Dracula |
| 50       | LA CASCARA ROTA                                  | Dago es llevado a pactar entre el Soleiman y el Conde Dracula |
| 51       | UN VIENTO DE HORROR                              | La traición reina por todos lados en el palacio de Dracula |
| 52       |                                                  | |
| 53       | EL DÍA DE LAS SERPIENTES                         | En medio de Transilvania Dago se encuentra con Ahmed Bey |
| 54       | ROMA                                             | En un pequeño incidente en una aldea de mujeres Dago conoce a Roma |
| 55       | UNA CORONA DE GUSANOS                            | La verdadera corona los tienen los gusanos |
| 56       | EL CABALLO DE ORO                                | Roma corre una carrera de caballos para defender el honor de los jenízaros |
| 57       | HISTORIA DE LOBOS Y OVEJAS                       | Los Ajinkis son el ejército irregular del Sultán, lobos cuidando a las ovejas de los pueblerinos |
| 58       | EL DUQUE NEGRO                                   | Dago hará una pequeña victoria al Visir, que no puede entrar a Viena |
| 59       | EL ORO DEL SULTÁN                                | Zebruk quiere ver a su hermana y está dispuesto a todo |
| 60       | GLORIA EN VIENA                                  | El gran guerrero defensor de Viena está entre la espada y la pared |
| 61       | EL JENIZARO DESCONOCIDO                          | Dago conoce a Ana dulce campesina que no tiene maldad |
| 62       | EN LA PROXIMIDAD DE LOS LOBOS                    | En el bosque reina la mujer loba |
| 63       | EL LARGO TIEMPO DE LA VENGANZA                   | Dago llega justo para un juicio de asesinato |
| 64       | LA JAULA                                         | Dago es capturado y puesto en una jaula que él mismo debe hacer |
| 65       | MUSTAFÁ                                          | Mustafá debe ser llevado a las filas del ejército que partirá a Persia |
| 66       |                                                  | |
| 67       | LA ESCLAVA DE ABISINIA                           | Hemal va al mercado a buscar una esclava cualquiera |
| 68       | INFORME DE UN ESCRIBA                            | Comienza la campaña de Abisinia con la suerte de las palomas |
| 69       | EL HORROR DE AYER                                | En medio de la guerra de Abisinia Dago cobra dos partes del total de su deuda |
| 70       | EL BRAMIDO DE LA GUERRA                          | El hijo debe cumplir con su palabra y volver con vida con su padre |
| 71       | EL VALLE DEL JENIZARO                            | La verdadera guerra comienza cuando acaba la guerra |
| 72       | ADIOS A ABISINIA                                 | El clamor de envidia de los ministros es cada vez mayor y Dago debe irse de Abisinia |
| 73       | LA MUERTE DESOLADORA                             | Dago encuentra a una mujer hermosa atada como una bruja |
| 74       | EL HOMBRE DE LA SUERTE                           | El jenízaro trae suerte al grupo de comedores de basura |
| 75       | EL VIEJO DE LA MONTAÑA                           | La Assassin no son leyenda en el Nilo |
| 76       | FARRAJ, EL CAZADOR                               | Los Farraj son leyenda en el desierto y él necesita una mujer para tener un hijo |
| 77       | EL DÍA DE LOS ESPEJOS ROTOS                      | Los tres sabios poseen una historia digna de Dago |
| 78       | LA ESTRELLA                                      | Estrella busca a su hijo para morir junto con él |
| 79       | LA FLOR                                          | La flor vera el amanecer por última vez |
| 80       | EL SUEÑO VENECIANO                               | Dago puede por fin dormir gratamente recordando a su querida Venecia |
| 81       | EL SECRETO DE ARUJ                               | Otra vez el visir encarga a Dago eliminar al Conde Dracula con la ayuda de una mujer |
| 82       | MENSAJE VENECIANO                                | Los venecianos les mandan a Dago un mensaje a través de Roxelana. Y conoce a Muerte |
| 83       | LOS LEJANOS PALACIOS DEL ALMA                    | Dago pasa unos días de vacaciones en las montañas lejos de los palacios |
| 84       | EL CUCHILLO DEL JENIZARO                         | El cuchillo de Dago tan filoso como la mandolina de un esclavo |
| 85       | LA JUSTICIA DEL SULTÁN                           | Un anciano se presenta ante el Sultán para reclamar justicia |
| 86       | EL ÚLTIMO DESEO DE KASIM                         | Kasim quiere como último deseo ver a su familia |
| 87       | LOS HOMBRES DEL JENIZARO                         | Barbarroja está en secreto en Constantinopla por un motivo |
| 88       | KRATOS Y EL-HOMBRE                               | Dos medias personas se unen y forman un solo ser perfecto |
| 89       | LA PRUEBA DE ALI-LA-NOCHE                        | Ali-La-Noche tiene que probar su eficiencia a Dago |
| 90       | EL BARCO DORMIDO                                 | La espera de ayuda de los sobrevivientes en una caverna |
| 91       | KASTRIOTAS                                       | Dago por fin encuentra al pirata y héroe de los mares |
| 92       | ROXELANA                                         | Cuando el liberar a la favorita del sultán |
| 93       | LA LEYENDA DEL CABALLO BLANCO                    | Mercenarios asuelan el pueblo de los mejores jinetes del mundo |
| 94       | LA MASTABA                                       | Huseyn murió y junto con él se entierra toda la mastaba |
| 95       | GABAR                                            | El hijo de un rabino y su relación con la esclava de su padre |
| 96       | ARUB EL PERSA                                    | La historia simple de un esclavo y del hijo del señor |
| 97       | EL DÍA DE LAS MUERTES AMADAS                     | Dago pierde a sus hombres de a poco, pero Kastriotas no se rinde |
| 98       | EL SUEÑO DE LA MUERTE                            | Dos hombres más pierde Dago en la aldea de mujeres |
| 99       | JALIMA                                           | La venganza de Roxelana contra Dago y Jalima |
| 100      | UNA TUMBA DE VIDA                                | Dago cava una tumba para una esposa sonriendo |
| 101      | HUELLAS EN LA NIEVE                              | El pedido de un padre por sus dos hijas |
| 102      | LA MUJER MAGICA                                  | La mujer que lo sabe todo provoca los 2 hombres |
| 103      | LA PIEDAD Y EL ANILLO DE ORO                     | Muchas veces es malo tener piedad, sobre todo con las mujeres |
| 104      | LA SIEMBRE DEL BUEN DESTINO                      | Cuando sembrar tiene sus frutos |
| 105      | EL MIEDO EQUIVOCADO                              | Dar un buen ejemplo puede transformar cobardes en valientes |
| 106      | EL ESQUELETO DEL REMORDIMIENTO                   | Un anciano transporta un cadáver por los pueblos |
| 107      | LAS CARAVANSA ETERNAS                            | En Lal se reúnen todas las caravanas de la ruta de la Seda |
| 108      | LA VISION                                        | Dago debe salvar a un niño para poder salvar a otro |
| 109      | EL HOMBRE SANTO                                  | El hombre santo trae bendición a los pueblos por donde pasa en búsqueda de su destino |
| 110      | LOS TERRIBLES GUARDIANES                         | En las montañas los guardianes hacen justicia |
| 111      | EL VIEJO CRIMEN                                  | La venganza por un viejo crimen cometido |
| 112      | EL REGRESO                                       | Dos hombres casi hermanos regresan a su hogar después de tantas penurias |
| 113      | EL ADIOS A HAFAR                                 | El adiós de Hafar a su padre y el reencuentro con sus hermanos |
| 114      | LOS HALCONES DE ORO                              | Dago se encuentra con otro esclavo renegado |
| 115      | EL ESPEJO DE LOS CABALISTAS                      | Una caballista sabe distinguir a una mujer domadora de caballos |
| 116      | SAMARCANDA                                       | Con una sola mirada Hafar se enamora de una circasiana |
| 117      | LA HUERFANA                                      | Hafar y Leila se instalan en un pueblo donde reina el terror de una huérfana |
| 118      | EL LEON                                          | El león es un hombre lleno de justicia y bondad que debe llegar a un médico |
| 119      | EL CABALLO MUERTO                                | La justicia de un hombre justo y la decepción por su hermano |
| 120      | EL PERRO DEL DESTINO                             | La muerte justa de un hermano y una pitonisa que lee el futuro de Dago |
| 121      | BATUJ Y SUS HERMANOS                             | Baruj regresa de la guerra con una misión |
| 122      | EL VIEJO DEL PANTANO                             | El viejo le regala a Dago un espejo donde mirarse |
| 123      | LA MADRE ESPECTRAL                               | El amor de una madre por su hijo. Y el desamor de sus dos hombres |
| 124      | EL ANILLO DEL GRAN VISIR                         | Dago finaliza su misión y debe entregar el anillo al Visir |
| 125      | LA GANANCIA DEL PIRATA                           | El Beyberley llega en el máximo secreto a Constantinopla |
| 126      | LA ZONA DE LA MUJER                              | Cheveli y su sangrienta vida como pirata |
| 127      | EL ENVIADO                                       | Dago llega a Túnez a ver a los hermanos a cargo del poder |
| 128      | LOS DATILES DE LA PIEDAD                         | Una vez al año el Beylerbey saborea los dátiles de Fatima |
| 129      | LA ARAÑA                                         | Dago contacta a Orbasha a través de un muchacho |
| 130      | LAS HERMANAS DEL MISMO ROSTRO                    | La historia de dos hermanas que fueron separadas por un califato |
| 131      | EL TITIRITERO                                    | El titiritero siente satisfacción por su venganza |
| 132      | EL MONJE                                         | El monje negro tiene a la hermana de la araña, pero es negro también su alma |
| 133      | LA MALDICION                                     | Existe una maldición para el que mate al niño, por lo tanto hay que matar a la madre |
| 134      | LOS EXTRAÑOS ALIADOS                             | Finalmente la Araña encuentra a su hermana y la rescata con la ayuda de extraños |
| 135      | EL ESPIRITO DE LA MUERTE                         | La niña que sonríe ayuda a la hermana de la Araña |
| 136      | EL ESPIRUTO DE LA VIDA                           | El terror inunda por sus crímenes y solo los asesinos lo pueden ayudar |
| 137      | EL VACIO DEL ALMA                                | Los asesinos quieren su venganza contra Dago y las hermanas |
| B 1      | EL SABOR DE LA MUERTE                            | La asesina Mariana es reclutada por el príncipe Bertini para matar al renegado |
| B 2      | EL AMULETO DE LA SUERTE                          | Mariana sigue recolectando información sobre la vida de Dago |
| B 3      | EL REGRESO A VENECIA                             | La trampa de Mariana es efectiva y Dago regresa a Venecia |
| B 4      | LOS AMIGOS DEL AYER                              | El recuerdo de una niña: Barina y Zed, el traidor que logró huir de Barbarroja |
| B 5      | EL MUNDO NUEVO                                   | Barina y Dago encuentran un nuevo reino en la selva |
| B 6      | EL DESPERTAR                                     | El despertar del amor en las personas menos imaginadas |
| B 7      | OFIR                                             | Dago entra a la ciudad oro. |
| B 8      | EL HACHA DE ALI                                  | Ali-la-Distancia se aprovecha de Dago y le roba dos caballos blancos |
| B 9      | LA ROSA DEL DESIERTO                             | La muerte del muley deja a la rosa del desierto a merced de un nuevo señor. |
| B 10     | MUSTAFA                                          | El regreso del gran guerrero y la espera de todo una ciudad |
| B 11     | ASESINATOS CRUZADOS                              | Dago llega a una aldea donde gobierna un muley querido por el pueblo no por la corte |
| B 12     | LA ENFERMEDAD DE BASIRA                          | Los traidores se han complotado para hacer caer Basira. |
| B 13     | LA LEYENDA DEL CURADOR                           | El destino del arte de la magia es traspasado de uno a otro embrujado |
| B 14     | LAS SIRENAS                                      | A varios se los acusa de robar a Barbarroja, pero las verdaderas culpables son las sirenas |
| B 15     | EL LEAL Y EL TRAIDOR                             | Historias de un hombre leal y de su traición por una paloma blanca |
| B 16     | LA CANCION DE LAS SIRENAS                        | Dago encuentra a los verdaderos ladrones de botines |
| B 17     | HARUN                                            | La historia de Harun y las tres niñas tatuadas con el tesoro |
| B 18     | LAS TRES DONCELLAS                               | Tres grupos capturan a las doncellas de oro, solo el grupo de Dago no lo hace |
| B 19     | EL FABULOSO TESORO DE HARUN                      | Descubren la cueva donde está el tesoro de Harun. Pero todo tesoro tiene un precio |
| 138      | EL ORO DE BARBARROJA                             | Dago debe llevar el oro del Sultán al Rey de Francia |
| 139      | EL HONOR DE LOS SUIZOS                           | Después de no pactar con Enrique VIII Francisco decide atravesar los Alpes suizos |
| 140      | LOS ESTANDARTES DE VENECIA                       | El pedido de Francisco a Dago de liderar a los venecianos |
| 141      | LA SALVACION DE LOS SUEÑOS                       | Dago conoce al caballero Bayardo y al caballero de Cluny, donde la guerra es guerra |
| 142      | EL MAL AMOR                                      | La verdad sobre el nacimiento de un niño |
| 143      | LA MAGNIFICA LIMOSNA                             | La historia del príncipe mendigo, y ropas sin coser |
| 144      | MISTERIO                                         | Señoras no muy decentes y campesinas decentes |
| 145      | LOS HOMBRES SIN MANDO                            | En una traición puede haber mucho más de un traidor |
| 146      | EL DESTINO DE LOS RENEGADOS                      | El destino de los renegados es uno solo |
| 147      | LA CUEVA MAGICA Y LAS CEREZAS AZULES             | La eterna lucha de un hijo legal y otro ilegítimo |
| 148      | LA HIJA DEL DUQUE                                | Los tontos del pueblo se pierden en el bosque maldito |
| 149      | LA HIJA DEL JUDIO                                | Cuando el amor vence el uso de una máscara |
| 150      |                                                  | |
| 151      |                                                  | |
| 152      |                                                  | |
| 153 A    | MAGDALENA SIMPER                                 | Magdalena captura a Dago en su camino al oro del Beylerbey |
| 154      | MAGDALENA SIMPER II                              | La historia de Magdalena Simper y de los asesinos eficientes |
| 155      | LA MUJER DEL BARCO                               | Dago regresa a Venecia con el mismísimo Beylerbey y con una dama |
| 155 C    | MAGDALENA SIMPER                                 | El enviado del Beylerbey rescata a Dago y el hermano de Magdalena encuentra paz |
| 156 B    | EL PALACIO RENZI                                 | El Beylerbey tiene una misión en Venecia antes que sea demasiado tarde |
| 157 C    | ADIOS DE SANGRE                                  | El rescate de la hermana es hecho por mujeres que no quieren la dote |
| 158 A    | EL CONDESTABLE                                   | La traición de Carlos, Duque de Borbón y Condestable de Francia que ataca Navarra |
| 159 B    | EL CONDESTABLE                                   | Picas y cañones, y los invencibles suizos |
| 160 C    | EL CONDESTABLE                                   | Carlos de Borbón pasará a la historia de Francia como un traidor |
| 161 A    | EL SUEÑO MILANES I                               | Dago es retado a duelo por un sobrino de Alencon, marido de Margarita |
| 162 B    | EL SUEÑO MILANES II                              | Dago y D'Arnuill van hacia la trampa del rey |
| 163 C    | EL SUEÑO MILANES III                             | Homero el poeta que no sabe leer debe entregar una rosa |
| 164 A    | BAYARDO                                          | Una gitana lee el futuro de los guerreros que pasan por su camino |
| 165 B    | BAYARDO II                                       | Una derrota puede llegar a lo más hondo del corazón de un guerrero |
| 166 C    | BAYARDO III                                      | Bayardo cubre la estampida del ejército francés |
| 167 A    | PAVIA I                                          | Henry solicita a los imperiales que manden a su campeón |
| 168 B    | PAVIA II                                         | El Rey busca a los suizos y a Alencon |
| 169 C    | PAVIA III                                        | Dago le lee al Rey la lista de nobles |
| 170      | LOS LOBOS                                        | Los lobos se preparan para un festín a la espera de la hermosa campesina |
| 171      | EL CRIMEN                                        | Un crimen por el amor de una mujer. |
| 172      | EL JURAMENTO                                     | Un juramento hecho de un guerrero a un amo. |
| 173      | EL LLANTO DEL NIÑO                               | Proteger a un bebe que causa muertes por donde va. |
| 174      | PIEDRAS Y PALOS                                  | Una comarca es atacada y los pobladores solo tiene piedras y palos |
| 175      | EL FUGITIVO                                      | Dago ayuda a una joven noble a huir de su futuro esposo. |
| 176      | LAS HIJAS DE FANTASIA                            | El sacrificio de una madre por sus hijas |
| 177      | EL BALLESTERO I                                  | Dago le cuenta a margarita como sobrevivieron en un derrumbe |
| 178      | EL BALLESTERO II                                 | Como sobrevivió después del derrumbe con el sonido de una hermosa mujer |
| 179      | EL BALLESTERO III                                | La búsqueda del ballestero de su rubio amor: Kristina |
| 180      | EL BALLESTERO IV                                 | El encuentro del Ballestero con Kristina, pero no es lo que se imaginó |
| ESPECIAL | DAGO                                             | Una joven debe proteger una caja, y Dago la ayudará |
| B 20     | LA LOCA DE CASTILLA                              | Barbarroja le encarga a Dago el rescate de la reina de Castilla. Y posee una nueva esclava |
| B 21     | LA SOMBRA                                        | El espía Van Buhr La Sombra sigue de cerca a Dago, su esclava y su espadachín |
| B 22     | LS PRISION DE TORDESILLAS                        | El rescate de Juana La Loca por Dago y el fiel servidor: su enano. |
| B 23     | SIBILIA                                          | Dago regresa a un puerto italiano pero no recuerda nada |
| B 24     | LA NIÑA DE LA MUÑECA ROTA                        | La búsqueda a Pavia por parte de todos de Sibilia |
| B 25     | EL MUNDO DE LAS CAVERNAS                         | La leyenda en Umbria hablan de una entrada al infierno |
| B 26     | EL ESCRIBA DEL REY                               | El rey Fernando envía a Dago a una misión de espionaje a Venecia |
| B 27     | LA VISION DE BARAZUTTI                           | Berazutti sabe que Dago regresó a Venecia. Además Bertini pacta con los Colonna |
| B 28     | EL TUNEL DE LOS MUERTOS                          | Dago y el espía completan su misión de convencer al secretario papal |
| 181      | MUERTE I                                         | En Estambul se decide el destino del perro de Dago |
| 182      | LAS ALMAS PERDIDAS                               | El Recogedor de Almas viene por malas personas |
| 183      | MUERTE II                                        | Muerte ayuda a una caravana de una armenia muy fea. |
| 184      | MUERTE III                                       | Dago ayuda a un perro y a su rico dueño |
| 185      | MUERTE                                           | Muerte ayuda a unas campesinas de varios lobos y humanos |
| 186      | MUERTE IV                                        | Muerte ayuda al más pobre de los mendigos de un reino |
| 187      | EL ECO DE LAS CAMPANAS                           | El campanero toca por cada motivo, pero aún más por injusticia |
| 188      | MUERTE V                                         | Una judía llena de lujuria inicia una revuelta contra un señor |
| 189      | MUERTE VI                                        | Margarita se encuentra con Muerte y un Viejo Sabio |
| 190      |                                                  | |
| 191      | EL VIDENTE 1                                     | La Reina manda a buscar a Dago, y en Suiza conocen a un vidente |
| 192      | EL VIDENTE 2                                     | Los 3 encuentran a dos damas y dos bebes. |
| 193      | EL VIDENTE 3                                     | La hoguera arde no solo con protestantes |
| 194      | EL VIDENTE 4                                     | La espera de una mujer con su caballero prometido |
| 195      | EL MERCENARIO                                    | Dago y Andreas reúnen un grupo de mercenarios para pelear por granjeros |
| 196      | EL MERCENARIO II                                 | Los Mercenarios realizan su primera incursión por el arma más preciada |
| 197      | EL MERCENARIO III                                | El secreto de la condesa que escondía en la torre negra. |
| 198      | EL MERCENARIO IV                                 | Siempre hay alguien que traiciona por una monedas. |
| 199      | EL MERCENARIO V                                  | La idea de la princesa es ahogar a los campesinos |
| 200      | EL MERCENARIO V                                  | La condesa y el bastardo se unen contra Dago, sus amigos y los campesinos. |
| 201      | BUSCANDO AL REY                                  | La reina encarga a Dago que traiga a su hijo. Pero Dago pone su costo. |
| 202      | BUSCANDO AL REY II                               | Una aldea arrasada y la búsqueda de la hija de un ciego |
| 203      | BUSCANDO AL REY III                              | Cuando el amor puede desviar el futuro de dos parejas |
| 204      | BUSCANDO AL REY IV                               | El gran espadachines guardaespaldas de un príncipe. |
| 205      | BUSCANDO AL REY V                                | Dago y el Rey escapan con la ayuda de un negro árabe |
| 205b     | BUSCANDO AL REY VI                               | Donde Margarita ayuda a escapar a su amante del castillo real. |
| 206      | ROMA I                                           | Dago enlistado en el Ejército Protestante avanza a Roma contra el Papa. |
| 207      | ROMA II                                          | La relación entre alemanes, españoles y Dago no es buena en su marcha a Roma |
| 208      | ROMA III                                         | Preparan una emboscada a Dago, mientras deciden divertirse con unas monjas |
| 209      | ROMA IV                                          | Los Colonna se preparan para desplazar a los Medici del poder de Roma |
| E 174    | CUANDO UN MUNDO MUERE 1                          | Dago protege a una noble esposa veneciana y a sus dos hijas de los saqueadores |
| E 174    | CUANDO UN MUNDO MUERE 2                          | 2 nombres vuelven a aparecer en el saqueo: Bertini y Enfeld |
| E 174    | CUANDO UN MUNDO MUERE 3                          | Para proteger a una monja Dago cuenta con la ayuda de los Guanches de las Islas Canarias |
| E 174    | CUANDO UN MUNDO MUERE 4                          | Colonna ayuda a Dago a salvar su alma y la de la monja |
| E 174    | CUANDO UN MUNDO MUERE 5                          | Benvenuto Cellini colabora con Dago para salir del saqueo de Roma |
| 49/2002  | DAGO                                             | En un bar Dago se vuelve a encontrar con un conocido que hace historia: Pizarro |
| 50/2002  | DAGO                                             | El embaucador del bar sigue jugando con sus dados |
| 51/2002  | DAGO                                             | La conquista del Perú tiene muchos costos |
| 16/2003  | DAGO                                             | Dago escapa de la tribu de los nórdicos perdidos en la selva |
| 50/2004  | DAGO                                             | El embajador Pristrilli y su mujer llegan a Beasar a pactar con Beylerbey contra Orbasha |
| 2012     | EL SAQUEO DE ROMA 1 (Dibujos: Carlos Gómez)      | En esta fundamental saga del Saqueo de Roma, nos encontramos con el ejército de Carlos V de España dispuesto a arrasar la Santa Sede con la intención de apoderarse de sus tesoros y mancillar a sus mujeres esgrimiendo la excusa de iniciar una guerra santa… con ellos marcha Dago.                                                                      |
| 2012     | EL SAQUEO DE ROMA 2 (Dibujos: Carlos Gomez)      | En la segunda parte de la saga, Dago se encuentra al frente de la defensa de la Santa Sede ante el avance del Ejército Imperial. Es una misión imposible, pero cada segundo ganado será un triunfo. Sin embargo, lo más curioso resulta ser el extraño grupo de voluntarios que el aventurero ha logrado reunir                                             |
| 2012     | EL SAQUEO DE ROMA 3 (Dibujos: Carlos Gomez)      | En la tercera y última parte de la saga, Dago recorre la ciudad arrasada y presencia los peores actos de la barbarie humana. Al tiempo que se preocupa por salvar su pellejo y el de sus amigos, decide ajustar cuentas con Enfeldt, el fanático monje luterano que se ha convertido en el principal promotor de la masacre.                                |
| 2014     | LUCCA 1 (Dibujos: Carlos Gomez)                  | Los enemigos del pasado se cruzan en el camino de Dago. |
| 2014     | LUCCA 2 (Dibujos: Carlos Gomez)                  | DAGO ha decidido poner fin a la vida del autor intelectual del feroz asesinato de toda su familia. La cita es en la ciudad de Lucca, la muerte allí espera... |
| 2014     | LA CUESTION REAL (Dibujos: Carlos Gomez)         | |
| 2015     | EL ORO DEL INCA (Dibujos: Carlos Gomez)          | Dago se suma a la expedición de Pizarro. El oro que tanto ambicionan los conquistadores está manchado con sangre y es muy difícil no resultar salpicado por ella. Ese es apenas uno de los tantos motivos que hacen imprescindible la lectura de esta saga.                                                                                                 |
| 2015     | AMAZONAS (Dibujos: Carlos Gomez)                 | Amazonas por Robin Wood y Carlos Gómez, puede considerarse una historia de redención: el héroe se someterá a los rigores que el paraíso tenga para él, y verá al final del camino si la cuenta quedó saldada, si se ha hecho justicia. ¿Y qué juez más severo y justo que el Amazonas con su selva, sus peligros y sus mujeres?. Especialmente sus mujeres. |
| 2015     | EL DORADO (Dibujos: Carlos Gomez)                | |
| 2015     | LA FUENTE DE LA JUVENTUD (Dibujos: Carlos Gomez) | |